# Abeki
De Abeki of Tarso Abeki is een lavakoepel en berg in Tsjaad. De vulkaan is 2450 meter hoog en ligt in de regio Tibesti.
De Abeki maakt onderdeel uit van het Tibestigebergte, wat een groep vulkanen is die een bergketen vormen in de Sahara. Het gebergte is gelegen in het noorden van Tsjaad.
De Abeki ligt ten oosten van de vulkaan Toussidé. Toussidé heeft een vrij glad landschap. In tegenstelling tot de Abeki, die een veel ruiger landschap heeft. Van de Toussidé wordt gedacht dat deze actief was tijdens het geologisch tijdperk Kwartair terwijl de Abeki dan juist zeer waarschijnlijk niet actief was. Het ruige landschap wijst op een erosie van inmiddels miljoenen jaren. Van de top van de Abeki lopen er ravijnen af, die door water zijn uitgesleten, deze hebben de hellingen van de vulkaan aangetast. De ruigte van de hellingen wijzen mogelijk ook erop dat het een natter verleden van het noordelijke deel van Tsjaad.
In tegenstelling tot het gladde landschap van Tarso Toussidé, wijst het ruige landschap van de Tarso Abeki, in het oosten, erop dat deze vulkaan in het Kwartair inactief was. Hier is erosie al miljoenen jaren aan de gang. De berghellingen van de Tarso Abeki zijn gevormd door water uitgesleten ravijnen. Deze ruige hellingen kunnen ook wijzen op een natter verleden 
Het gesteente van de Abeki bestaat hoofdzakelijk uit alkaliense en peralkaliense ryolieten en blokken kwartssyeniet, ingebed in geassocieerde vulkanische breccie.